# Série harmónica (matemática)
Em matemática, a série harmônica (português brasileiro) ou série harmónica (português europeu) é a série infinita definida como:
{\displaystyle \sum _{k=1}^{\infty }{\frac {1}{k}}=1+{\frac {1}{2}}+{\frac {1}{3}}+{\frac {1}{4}}+\cdots }
O nome harmónica é devido à semelhança com a proporcionalidade dos comprimentos de onda de uma corda a vibrar: 1, 1/2, 1/3, 1/4, ... (ver série harmônica (música)).
Esta série diverge lentamente. A demonstração (feita originalmente na Idade Média por Nicole d'Oresme) faz-se tendo em conta que a série
{\displaystyle \sum _{k=1}^{\infty }{\frac {1}{k}}\!=1+{\frac {1}{2}}+{\frac {1}{3}}+{\frac {1}{4}}+{\frac {1}{5}}+{\frac {1}{6}}+{\frac {1}{7}}+{\frac {1}{8}}+{\frac {1}{9}}+\cdots }
é termo a termo maior que ou igual à série
{\displaystyle \sum _{k=1}^{\infty }2^{-\lceil \log _{2}k\rceil }\!=1+\left[{\frac {1}{2}}\right]+\left[{\frac {1}{4}}+{\frac {1}{4}}\right]+\left[{\frac {1}{8}}+{\frac {1}{8}}+{\frac {1}{8}}+{\frac {1}{8}}\right]+{\frac {1}{16}}\cdots }
{\displaystyle =\quad \ 1+\ {\frac {1}{2}}\ +\ \quad {\frac {1}{2}}\ \quad +\ \qquad \quad {\frac {1}{2}}\qquad \ \quad \ +\ \quad \ \cdots }
que claramente diverge.

## Soma dos primos recíprocos
Um resultado refinado prova que a série dos inversos dos primos diverge para infinito:
{\displaystyle \sum _{k=1}^{\infty }{\frac {1}{p_{n}}}={\frac {1}{2}}+{\frac {1}{3}}+{\frac {1}{5}}+{\frac {1}{7}}+{\frac {1}{11}}+...=\infty }

## Série harmônica alternada
A série harmónica alternada é definida conforme:
{\displaystyle \sum _{k=1}^{\infty }{\frac {(-1)^{k+1}}{k}}=\ln 2.}
Esta série é convergente como consequência do teste da série alternada, e seu valor pode ser calculado pela série de Taylor do logaritmo natural.
Se se definir o n-ésimo número harmónico tal que
{\displaystyle H_{n}=\sum _{k=1}^{n}{\frac {1}{k}}}
então Hn cresce tão rapidamente quanto o logaritmo natural de n. Isto porque a soma é aproximada ao integrar
{\displaystyle \int _{1}^{n}{1 \over x}\,dx}
cujo valor é ln(n).
Mais precisamente, se considerarmos o limite:
{\displaystyle \lim _{n\to \infty }H_{n}-\ln(n)=\gamma }
onde γ é a constante de Euler-Mascheroni, pode ser provado que:
1. O único Hn inteiro é H1.
2. A diferença Hm - Hn onde m>n nunca é um inteiro.

Jeffrey Lagarias provou em 2001 que a hipótese de Riemann é equivalente a dizer:
{\displaystyle \sigma (n)\leq H_{n}+\ln(H_{n})e^{H_{n}}\qquad {\mbox{ para qualquer }}n\in \mathbb {N} }
em que σ(n) é a soma dos divisores positivos de n. (Ver Lagarias, Jeffrey C. (2002). «An Elementary Problem Equivalent to the Riemann Hypothesis». The American Mathematical Monthly. 109: 534-543. doi:10.2307/2695443.)
A série harmónica generalizada, ou série-p, é (qualquer uma) das séries
{\displaystyle \sum _{n=1}^{\infty }{\frac {1}{n^{p}}}}
para p um número real positivo. A série é convergente se p > 1 e divergente caso contrário. Quando p = 1, a série é harmónica. Se p > 1 então a soma das série é ζ(p), i.e., a função zeta de Riemann em ordem a p.
Este raciocínio pode-se estender ao teste de convergência das séries.

## Série divergente
Existem definições da soma de séries divergentes que geram resultados importantes. Por exemplo, é possível justificar (sob um conceito generalizado de soma de uma série) que 1 - 1 + 1 - 1 + ... = 1/2 ou 1 - 2 + 3 - 4 + ... = 1/4, e até mesmo somas paradoxais como 1 + 2 + 3 + 4 + ... = -1/12 ou 1 + 4 + 9 + 16 + ... = 0. No entanto, mesmo usando-se estes conceitos, a soma da série harmónica continua sendo infinita - o que é coerente com o valor da função zeta de Riemann no ponto z = 1.